# Mathieu-Nicolas Bertucat
Pour les articles homonymes, voir Bertucat.
Mathieu Nicolas Bertucat est un homme politique français né le 7 octobre 1746 à Digoin (Saône-et-Loire) et mort le 15 décembre 1814 à Paray-le-Monial (Saône-et-Loire).

## Biographie
Né à Digoin, fils de Nicolas Bertucat, docteur en médecine et de Marie Gay, il est élu, au début de la Révolution, maire de Paray-le-Monial le 14 novembre 1790. Puis, en septembre 1791, il se présente au deuxième siège de député suppléant à  l'Assemblée Législative. Mais son adversaire Marc Antoine Baudot, médecin à Charolles, l'emporte au 3e tour.

Un an plus tard, ils se retrouvent tous deux en lice pour le 7e siège des députés titulaires de Saône-et-Loire à la Convention Nationale. Baudot l'emporte encore. Mais, après trois scrutins, Bertucat est finalement élu au 8e siège le 7 septembre 1792.

Lors du procès de Louis XVI il se prononce pour la culpabilité du roi, et justifie ensuite son vote pour l'appel au peuple et pour la détention à vie. Il vote aussi en faveur du sursis à exécution de la peine. Il siége à la Plaine. 

Bertucat se prononce contre la mise en accusation de Marat le 13 avril 1793.  Le 21 juin 1795, il s'exprime à la tribune contre un projet de décret financier complexe aboutissant à augmenter le loyer des baux ruraux, mais n'est pas suivi. 

On n'a relevé aucune participation de M.-N. Bertucat à une mission dans les départements ou aux armées.

Il quitte la Convention avec une autorisation de congé le 29 thermidor an III (16 août 1795). 

Nommé commissaire du pouvoir exécutif auprès du conseil général du canton de Paray-le-Monial le 26 prairial an IV, il occupe encore cette fonction en frimaire an VIII, lorsqu'il adhère à la nouvelle  Constitution.

## Sources
- « Mathieu-Nicolas Bertucat », dans Adolphe Robert et Gaston Cougny, Dictionnaire des parlementaires français, Edgar Bourloton, 1889-1891 [détail de l’édition]